# Mesulame Rakuro (atleet)
Mesulame Rakuro (12 mei 1932 – Lautoka, 13 juni 1969) was een Fijisch atleet, die zich had  gespecialiseerd in het discuswerpen en het kogelstoten. Rakuro was de eerste sporter van zijn land die deelnam aan de Olympische Zomerspelen, en dit in 1956 in Melbourne. 

## Loopbaan
Rakuro zou in Melbourne uiteindelijk de vijftiende plaats veroveren in het discuswerpen met een worp van 47,24 m. Ook in 1960 nam hij deel, maar kwam hij door een worp van 47,18 niet verder dan de kwalificatieronde. 
Zowel in 1963 als in 1966 nam Rakuro deel aan de Pacifische Spelen. Hij kaapte twee maal de gouden medaille weg bij het discuswerpen en in 1963 ook die in het kogelstoten.
In 1991 werd Rakuro opgenomen in de Fiji Associations of Sports and National Olympic Committees "Hall of Fame".

## Titels
- Pacifisch kampioen discuswerpen - 1963, 1966
- Pacifisch kampioen kogelstoten - 1963

## Persoonlijk record
| Discipline   | Prestatie           | Datum           | Plaats |
| ------------ | ------------------- | --------------- | ------ |
| discuswerpen | 51,84 m (nat. rec.) | 4 augustus 1958 | Londen |

## Prestaties

### discuswerpen
- 1954: 8e Gemenebestspelen - 42,71 m
- 1956: 15e OS - 47,24 m
- 1958: 5e Gemenebestspelen - 48,01 m
- 1960: 32e OS - 47,18 m
- 1963:  Pacifische Spelen - 49,35 m
- 1966:  Pacifische Spelen - 45,12 m

### kogelstoten
- 1963:  Pacifische Spelen - 14,49 m